# The Harbour Lights
The Harbour Lights é um filme de drama mudo produzido no Reino Unido, dirigido por Percy Nash e lançado em 1914.